# Sironta
A Sironta egy csoportmunkát támogató számítógépes program. A Sirontával megosztott módon szerkeszthetők és változtathatók a dokumentumok.
Tehát a Sironta olyan eszköz, amely két vagy több felhasználót köt össze hogy bármely típusú és bármely méretű fájlt megoszthassanak egymással. A Sironta a világ bármely részéről használható. A Sironta biztosítja a szellemi tulajdon védelmét és a bizalmas adattovábbítás lehetőségét.

## Jellemzők
A Sironta jellemzői és előnyei a következők:
- Ez egy közvetlen összeköttetést nyújtó eszköz.
- Osztott és nem központosított hálózatot használ.
- Nem internetes alkalmazás, így nem függ semmiféle böngészőtől.
- Tagjaink közös munkájukat a világ bármely részéről végezhetik.
- Közvetlenül szerkeszthetők és változtathatók a dokumentumok, mivel a Sironta már magába foglalja az Open Office-t.
- Bármely típusú és bármilyen méretű fájl megosztható.
- Nincs tárhely korlát a fájloknál.
- A Sironta nem használja a teljes hálózatot, mivel a fájlok teljes terjedelme helyett csak a különbségek kerülnek elküldésre.
- Internet kapcsolat nélkül is lehetséges dolgozni a dokumentumokkal.
- A megosztott dokumentumok továbbítása teljesen biztonságos.
- A Sironta Linux-on, Windows-on és Mac OS-en egyaránt futtatható.

## Külső hivatkozások
- Sironta - Sironta webpage.
- Techideas - Techideas webpage.